# El Clic (historieta)
El Clic (Il gioco) es una serie de historieta erótica italiana con guion y dibujos de Milo Manara. Se publicó por primera vez en 1983 con el título Il gioco en la revista italiana Playmen y con el título Le Déclic en la francesa L'Écho des savanes. Marcó, con su éxito, la carrera de su autor, que rhizo tres secuelas: una, en 1991; otra, en 1994; y otra, en el 2001.

## Argumento
La primera historieta presenta a una atractiva pero fría mujer, la Señora Claudia Cristiani, que está casada con un hombre rico mayor que ella. Después de que un científico la rapte y le implante un aparato de control remoto en su cerebro, al activarlo se vuelve sexualmente insaciable. En su conjunto, la obra podía considerarse una divertida burla de las convenciones de la burguesía.
A grandes rasgos, las tres secuelas narran una historia similar.

## Trayectoria editorial
En España, El Clic fue editado de forma simultánea por las revistas "Tótem" de Nueva Frontera y "Comix Internacional" de Toutain Editor, recopilándose en álbum por New Comic en 1986, por Totem en 1991, por Norma Editorial en 1992 y por Planeta-DeAgostini en 2006.

## Adaptaciones
El Clic fue la base para la película francesa de 1985 Le déclic, dirigida por Jean-Louis Richard y protagonizada por Florence Guérin. 
En 1997, Alain Siritzky Productions la adaptó libremente en una serie de siete episodios de 90 minutos de duración.